# Філатов Костянтин Володимирович
Філатов Костянтин Володимирович (9 березня 1926, Київ — 2006) — український живописець, заслужений художник УРСР (1974), лауреат Державної премії України ім. Т. Г. Шевченка (1972), член Національної спілки художників України.

## Біографія
Народився 9 березня 1926 року у Києві. Закінчив в 1955 році Одеське художнє училище ім. Грекова, де навчався у М. Тодорова, Л. Мучника, М. Кордонського та ін). У 1970—1974 роках його викладач.
1972 року отримав Державну премію України ім. Т. Г. Шевченка за картини: «В. І. Ленін», «Красна площа».

## Твори
- «Докери» (1960)
- «Пересип. Одеса» (1963)

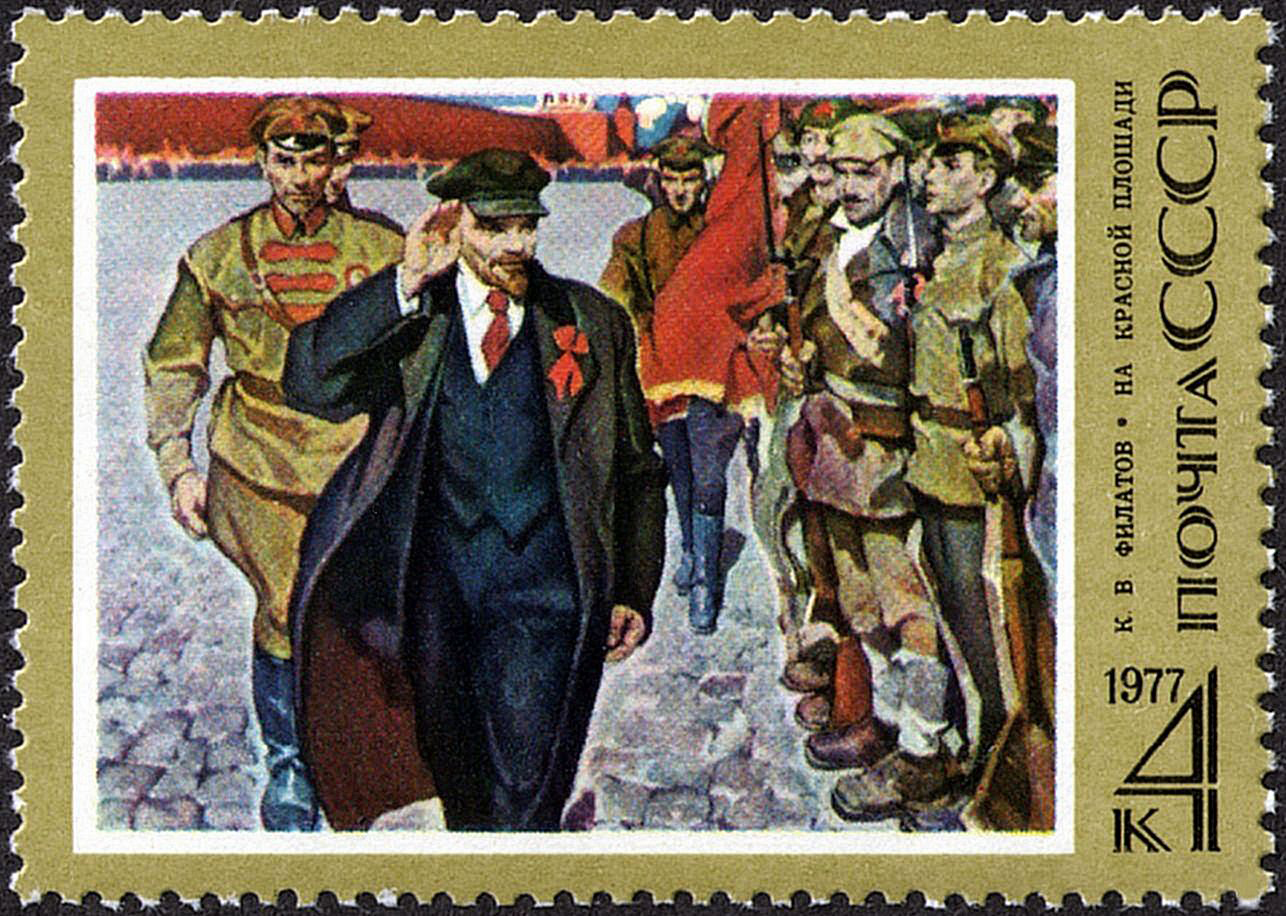
К. В. Філатов. На Красній площі. 1964—1965 г. НХМ. Репродукція картини на поштовій марці СРСР, 1977 р.

- «Тарас Шевченко на засланні» (1964)
- «Красна площа» (1965)
- «В. І. Ленін» (1970)
- «Рік 1941-й» (1974—1975)
- «Одеса-порт» (1980)
- «Судноремонтники» (1979—1980)
- «Т.Шевченко. На милій Україні» (1990)
- серія пейзажів «Буг. Пороги» (1993)
- «Моє місто» (1991—1995),
- «Оперний театр» (1993—1994).